# Tanya Abrol

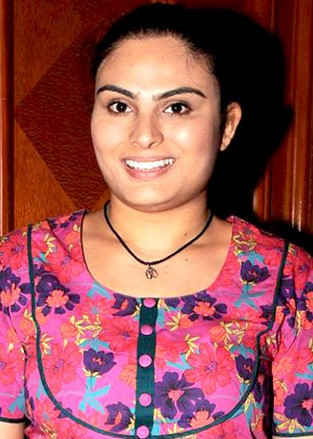
Tanya Abrol, 2017

Tanya Abrol, Hindi तान्या अबरोल (* 8. Januar 1986 in Abohar, Punjab) ist eine indische Filmschauspielerin.

## Leben
Abrol besuchte von 1992 bis 1995 die Amrit Model Senior Secondary School und danach das D.A.V. College Of Education, das sie nach einem Jahr verließ, da sich ihre Eltern die Kosten des Schulbesuchs nicht leisten konnten. Um etwas Geld zu verdienen, arbeitete Abrol bei einem Landwirt und putzte Schuhe. Die Hälfte ihres Einkommens sparte sie für Schauspielunterricht, da sie, gegen den Willen ihrer Mutter, von Kindheit an Schauspielerin werden wollte.
Im Jahr 2004 holte sie ihr Abitur nach, zog von zu Hause aus und absolvierte danach eine Schauspielausbildung in Mumbai. Zu dieser Zeit lernte sie den Regisseur Shimit Amin kennen.
Mit Chak De! India – Ein unschlagbares Team hatte Abrol im Jahr 2007 ihren großen Durchbruch, eine weitere Rolle spielte sie in Love Yoou Soniye. Abrol ist seit Oktober 2017 aufgrund des Weinstein-Skandals zusätzlich als Frauenrechtsaktivistin tätig.

## Filmografie
- 2007: Chak De! India – Ein unschlagbares Team
- 2011–2016: Best of Luck Nikki (Parminder .Pam. Amarjit kaur dhillon)
- 2013: Love Yoou Soniye
- 2016: Aatishbaazi Ishq
- 2014: CID (Inspector Jayawanti Shinde)